# کورسک (فیلم)
کورسک (انگلیسی: Kursk) یک فیلم درام در ژانر فاجعه به کارگردانی توماس وینتربرگ است که در سال ۲۰۱۸ منتشر شد.
این فیلم دربارهٔ ماجرای غرق شدنِ زیردریایی کلاس اسکار کورسک متعلق به روسیه است.

## بازیگران
- لئا سیدو
- کالین فرث
- ماتیاس خونارتس
- ماکس فون سیدو
- مایکل نیکویست
- پیتر زیمونیشک
- آگوست دیل
- استیون ودینگتون
- ماتیاس شوایگهوفر
- جوئل باسمن
- گوستاو هامارشتن
- بیارنه هنریکسن
- پرنیلا آگوست
- زلاتکو بوریچ
- مائونوس میلان
- لارس بریگمن